# Pete Raymond
Peter Harlow "Pete" Raymond (ur. 21 stycznia 1947 w Princeton) – amerykański wioślarz, srebrny medalista olimpijski.

## Kariera
Wystąpił na igrzyskach olimpijskich w Meksyku w 1968, zajmując piąte miejsce w czwórkach bez sternika. Na rozgrywanych cztery lata później igrzyskach olimpijskich w Monachium osada USA w składzie: Lawrence Terry, Franklin Hobbs, Pete Raymond, Tim Mickelson, Gene Clapp, Bill Hobbs, Cleve Livingston, Mike Livingston i Paul Hoffman (sternik) zdobyła srebrny medal w tej samej konkurencji. W finale uplasowali się o 2,67 sekundy za osadą Nowej Zelandii, a o 0,06 sekundy wyprzedzili osadę NRD. 
Kształcił się na Uniwersytecie Princeton. Po zakończeniu kariery był nauczycielem i trenerem wioślarstwa.